# Kit Connor
Kit Sebastian Connor (Croydon, Inglaterra, 8 de marzo de 2004) es un actor británico. Conocido por su papel protagónico de Nick Nelson en la serie Heartstopper de Netflix, por el cual ganó un premio Emmy Infantil. También interpretó la versión adolescente del cantante Elton John  en la película Rocketman.

## Biografía
Kit Connor nació en Croydon, un municipio al sur de Londres, el 8 de marzo de 2004. Asistió a la escuela primaria Hayes en Kenley y más tarde a la escuela Whitgift en South Croydon, donde finalizó sus exámenes de nivel avanzado en drama, literatura inglesa e historia.

## Carrera
Kit Connor se inició en la actuación a la edad de 9 años con un papel principal en la película Get Santa (2014). Participó en varios episodios de la serie de televisión infantil de CBBC, Rocket's Island (2014-15). Interpretó a Reggie adolescente en la película Rocketman (2019), y prestó su voz para el personaje Pantalaimon en la serie de HBO, La materia oscura (2019-20), por lo que fue nominado como mejor actor de reparto en los premios Young Entertainer Awards de 2021.
Desde 2022 protagoniza la serie LGBT de Netflix, Heartstopper, interpretando a Nick Nelson.En marzo de 2023, se anunció que Connor lideraría el elenco de la próxima película de terror y misterio One of Us.
Connor fue nombrado una «Estrella del Mañana» de Screen International en 2023.
En marzo de 2024, se anunció que Connor protagonizará junto a Lupita Nyong'o, Pedro Pascal y Stephanie Hsu en The Wild Robot de DreamWorks Animation, una adaptación de la novela homónima de Peter Brown. Poco después, Connor fue elegido para Warfare, una película bélica de A24 escrita y dirigida por Alex Garland y Ray Mendoza. En abril de 2024, se anunció que Connor haría su debut en Broadway interpretando a Romeo en una adaptación musical de Romeo y Julieta de William Shakespeare, dirigida por Sam Gold con música de Jack Antonoff.
En 2024, Connor fue incluido en la lista de Forbes 30 Under 30 Europe en la categoría de Entretenimiento.

## Vida personal
El 31 de octubre de 2022, Connor declaró a través de su cuenta de Twitter que es bisexual agradeciendo de manera irónica a sus fanáticos por «forzar a un joven de 18 años a salir del armario» y señalando que «no entendieron el punto de Heartstopper», tras acusaciones de queerbaiting.

## Filmografía

### Películas
| Año  | Título                                            | Papel                 | Notas         |
| ---- | ------------------------------------------------- | --------------------- | ------------- |
| 2014 | Get Santa                                         | Tom Anderson          | [ 25 ] [ 26 ] |
| 2015 | Mr. Holmes                                        | Niño                  | [ 27 ]        |
| 2018 | The Mercy                                         | Simon Crowhurst       | [ 28 ] [ 29 ] |
| 2018 | Ready Player One                                  | Niño Reb              | [ 30 ]        |
| 2018 | The Guernsey Literary and Potato Peel Pie Society | Eli Ramsey            | [ 31 ]        |
| 2018 | Slaughterhouse Rulez                              | Wootton               | [ 32 ]        |
| 2019 | Rocketman                                         | Reggie de adolescente | [ 33 ]        |
| 2019 | Little Joe                                        | Joe                   | [ 34 ]        |
| 2024 | A Cuban Girl's Guide to Tea and Tomorrow          | Orion Maxwell         | [ 35 ]        |
| 2024 | Robot salvaje                                     | Brightbill (Voz)      | [ 18 ]        |
| 2025 | Warfare                                           | Tommy                 | [ 19 ]        |
| –    | One of Us                                         | –                     | [ 36 ]        |

### Televisión
| Año           | Título                         | Papel          | Notas                                 |
| ------------- | ------------------------------ | -------------- | ------------------------------------- |
| 2013          | Chickens                       | Clem           | Episodio: «Masculinity»               |
| 2013          | An Adventure in Space and Time | Charlie        | Sin acreditar; película de televisión |
| 2013          | Casualty                       | Barnaby Lee    | Episodio: «Away in a Manger»          |
| 2014–2015     | Rocket's Island                | Archie Beckles |                                       |
| 2015          | The Frankenstein Chronicles    | Joey           | Episodio: «A World Without God»       |
| 2016          | War & Peace                    | Petya Rostov   |                                       |
| 2016          | Grantchester                   | Charlie Jones  |                                       |
| 2017          | SS-GB                          | Bob Sheenan    |                                       |
| 2018          | Grandpa's Great Escape         | Jack           | Película de televisión                |
| 2019–2022     | La materia oscura              | Pantalaimon    | Voz en inglés                         |
| 2022–presente | Heartstopper                   | Nick Nelson    |                                       |

### Teatro
| Año       | Título                     | Papel            | Notas                                  |
| --------- | -------------------------- | ---------------- | -------------------------------------- |
| 2017      | Welcome Home, Captain Fox! | Niño pequeño     | Donmar Warehouse, Londres              |
| 2020      | Fanny y Alexander          | Alexander Ekdahl | Old Vic, Londres                       |
| 2024-2025 | Romeo + Juliet             | Romeo            | Circle in the Square Theatre, New York |

### Videojuegos
| Año  | Título             | Papel | Notas         |
| ---- | ------------------ | ----- | ------------- |
| 2017 | Blackwood Crossing | Finn  | Voz en inglés |
| 2020 | Dreams             | Foxy  | Voz en inglés |

## Premios y nominaciones
| Año  | Premio                                    | Categoría                      | Trabajo nominado  | Resultado | Ref.   |
| ---- | ----------------------------------------- | ------------------------------ | ----------------- | --------- | ------ |
| 2021 | Young Entertainer Awards                  | Mejor actor de reparto         | La materia oscura | Nominado  | [ 14 ] |
| 2022 | Children's and Family Emmy Awards         | Mejor actuación de televisión  | Heartstopper      | Ganador   | [ 39 ] |
| 2022 | Dorian Awards                             | Mejor actuación de televisión  | Heartstopper      | Nominado  | [ 40 ] |
| 2022 | National Television Awards                | Estrella en ascenso            | Heartstopper      | Nominado  | [ 40 ] |
| 2023 | Queerty Awards                            | Derribar la puerta del armario | él mismo          | Nominado  | [ 41 ] |
| 2023 | Royal Television Society Programme Awards | Actor principal: Masculino     | Heartstopper      | Ganador   | [ 42 ] |
| 2024 | TV Choice                                 | Mejor Actor                    | Heartstopper      | Nominado  | [ 43 ] |
| 2024 | Queerty Awards                            | Actuación en televisión        | Heartstopper      | Ganador   | [ 44 ] |